# Тельченское сельское поселение
Тельченское се́льское поселе́ние — муниципальное образование в Мценском районе Орловской области Российской Федерации.
Площадь 21577,1 га. 
Административный центр — село Тельчье.

## Физико—географическая характеристика
Муниципальное образование расположено в северо-западной части Мценского района.
Основная река - Ока.

### Климат
На территории поселения господствует умеренно континентальный тип климата (по классификации Кёппена Dfb).

## История
Статус и границы сельского поселения установлены Законом Орловской области от 25 октября 2004 года № 434-ОЗ «О статусе, границах и административных центрах муниципальных образований на территории Мценского района Орловской области»

## Население
| 2010  | 2012  | 2013  | 2014  | 2015  | 2016  | 2017  |
| ----- | ----- | ----- | ----- | ----- | ----- | ----- |
| 2130  | ↘2071 | ↘2004 | ↘1993 | ↘1937 | ↘1894 | ↘1861 |
| 2018  | 2019  | 2020  | 2021  | 2023  |       |       |
| ↘1808 | ↘1740 | ↘1686 | ↘1591 | ↘1507 |       |       |

## Состав сельского поселения
В Тельченское сельское поселение входят 29 населённых пунктов:
| №  | Населённый пункт | Тип населённого пункта       | Население (2010) |
| -- | ---------------- | ---------------------------- | ---------------- |
| 1  | Анахино          | деревня                      | ↘110             |
| 2  | Белый Колодец    | деревня                      | 25               |
| 3  | Большое Рыбино   | деревня                      | 6                |
| 4  | Брагино          | деревня                      | ↘463             |
| 5  | Верхнее Ущерево  | деревня                      | 0                |
| 6  | Городище         | деревня                      | 1                |
| 7  | Гуторово         | деревня                      | 7                |
| 8  | Дежкино          | деревня                      | 0                |
| 9  | Дубовая          | деревня                      | 0                |
| 10 | Казьминка        | деревня                      | 8                |
| 11 | Калинеево        | деревня                      | 12               |
| 12 | Кассино          | деревня                      | 0                |
| 13 | Касьяново        | деревня                      | 1                |
| 14 | Кокуренково      | деревня                      | 13               |
| 15 | Корнилово        | деревня                      | 0                |
| 16 | Нижнее Ущерево   | деревня                      | 5                |
| 17 | Подчернево       | деревня                      | 0                |
| 18 | Поповка          | посёлок                      | 6                |
| 19 | Пробуждение      | деревня                      | 1                |
| 20 | Разинкино        | деревня                      | 0                |
| 21 | Слободка         | деревня                      | 0                |
| 22 | Сонино           | деревня                      | 0                |
| 23 | Сосновый         | посёлок                      | ↗355             |
| 24 | Старенково       | деревня                      | 1                |
| 25 | Студенниково     | деревня                      | 6                |
| 26 | Тельчье          | село, административный центр | ↘1069            |
| 27 | Тиганово         | деревня                      | 11               |
| 28 | Тулянский        | посёлок                      | 26               |
| 29 | Хвощёво          | деревня                      | 1                |

## Транспорт
По территории поселения проходит местные дорога 54К-1.